# 130 км (зупинний пункт, Південно-Західна залізниця)
130 км — пасажирський зупинний пункт Коростенського напрямку Коростенської дирекції залізничних перевезень Південно-Західної залізниці. Розташований біля села Йосипівка.
Розміщується між зупинним пунктом Йосипівка (відстань — 2,5 км) та станцією Чоповичі (відстань — 2,5 км). Відстань від станції Київ-Пасажирський — 130 км.
Лінія, на якій розташовано платформа, відкрита 1902 року як складова залізниці Київ — Ковель. Зупинний пункт 130 км виник на початку 2000-х років.